# شیمانوو
شیمانوو (به چکی: Šimanov) یک منطقهٔ مسکونی در جمهوری چک است که در ناحیه ییهلاوا واقع شده‌است. شیمانوو ۶٫۲۲ کیلومتر مربع مساحت و ۲۰۶ نفر جمعیت دارد و ۶۳۰ متر بالاتر از سطح دریا واقع شده‌است.